# Polidora (figlia di Peleo)
Polidora (dal Greco antico  Πολυδώρα, Polydora, ovvero "dai tanti doni") è, nella mitologia greca, una figlia di Peleo, e probabilmente di Antigone, figlia di Euritione

## Il Mito
Unendosi al dio fluviale Spercheo, generò Menestio. Menestio seguirà lo zio Achille in guerra e sarà messo a capo di un contingente di Mirmidoni. Si dice che Peleo offrì la bionda chioma del figlio al fiume Spercheo, solo se Achille fosse tornato sano e salvo dalla guerra di Troia, ma il dio non salvò il cognato.